# Reggenza di Belu
La reggenza di Belu (in indonesiano: Kabupaten Belu) è una reggenza dell'Indonesia, situata nella provincia di Nusa Tenggara Orientale.